# Centralia, Illinois
Centralia är en stad (city) i Clinton County, Jefferson County, Marion County, och  Washington County, i delstaten Illinois, USA. Enligt United States Census Bureau har staden en folkmängd på 13 021 invånare (2011) och en landarea på 21,2 km².